# Carlos Künsemüller
Carlos Guillermo Künsemüller Loebenfelder (n. Valparaíso, el 13 de febrero de 1946) es un abogado, exjuez y académico chileno, especialista en derecho penal. Fue ministro de la Corte Suprema de Chile entre 2007 y 2021.

## Biografía
Realizó sus estudios primarios en el colegio Alemán de Ñuñoa y secundarios en el colegio Alemán de Santiago. Ingresó a la Facultad de Derecho de la Universidad de Chile y se tituló de abogado en septiembre de 1970.
Fue abogado integrante de la Corte de Apelaciones de San Miguel entre 1989 y 2005, y abogado integrante de la Corte Suprema de Chile entre 2006 y 2007.
El 12 de septiembre de 2007 asumió como ministro de la Corte Suprema de Chile en reemplazo de Jorge Rodríguez Ariztía. En sus primeros meses en la Corte integró la sala civil, para luego formar parte de la sala penal por más de 13 años. Ejerció hasta el 13 de febrero de 2021, cuando cumplió los 75 años, edad de retiro del Poder Judicial. Paralelamente, entre 2012 y 2016 integró el Tribunal Calificador de Elecciones.
Künsemüller también se ha desempeñado como profesor de la Cátedra de Derecho Penal en la Facultad de Derecho de la Universidad de Chile y en la Escuela de Derecho de la Universidad Central.

## Controversias
En 2017, vota a favor de rebajar la condena a Mauricio Ortega, agresor de Nabila Rifo, en un caso de alto impacto público, por considerar que el ataque donde el condenado arrancó ambos ojos y dejó desangrando a la víctima «no presenta cabalmente la intención de matar», desestimando así las acusaciones por intento de femicidio.

## Obras
- Culpabilidad y pena (2001), Editorial Jurídica de Chile.
- Las circunstancias agravantes de la responsabilidad penal en el código chileno (2021), Editorial Tirant lo Blanch.